# MPS Group Championships
MPS Group Championships — ежегодный женский профессиональный теннисный турнир, проводимый весной в США на грунтовых кортах. В 1980—2008 году приз проходил в городке Амелия-Айленд, а в 2009—2010 — в Понте-Ведра-Бич, относясь к международной категории и имея призовой фонд в 220 тысяч долларов США, с турнирной сеткой, рассчитанной на 32 участницы в одиночном разряде и 16 пар.

## История
Турнир впервые проведён в 1980 году. До 2008 года проводился в Амелия-Айленд (Флорида). С начала существования WTA-тура относился ко II категории. В 2008 году призовой фонд турнира составил 600 тысяч долларов США. Носил спонсорские названия Murjani WTA Championships (1980—1982), Lipton WTA Championships (1983), NutraSweet WTA Championships (1984), Sunkist WTA Championships (1985—1986), Bausch & Lomb Championships (1987—2008).
В 2008 году тогдашний спонсор турнира, компания «Bausch & Lomb», отказался продолжать оплачивать его проведение. В итоге турнир был «понижен» в категории, заняв в новой табели о рангах WTA нижнюю строчку среди турниров международной категории с призовым фондом в 220 тысяч долларов и перебравшись на другой курорт во Флориде: Понте-Ведра-Бич.
В мае 2010 года было объявлено, что со следующего сезона турнир не будет включён в календарь соревнований WTA.

## Победители и финалисты
Рекордсменкой турнира по числу титулов является Аранча Санчес-Викарио, первенствовавшая на нём шесть раз в парном разряде и дважды в одиночном. По три раза выигрывали одиночный турнир Линдсей Дэвенпорт (дважды побеждавшая также в парах), Крис Эверт, Мартина Навратилова, Штеффи Граф и Габриэла Сабатини (также совместно выигравшие один парный титул в 1987 году). Из представительниц бывшего СССР больше всего побед у Надежды Петровой (по одному разу в одиночном и парном разрядах), Натальи Зверевой и Ларисы Савченко (по два раза в парном разряде).

### Одиночный разряд
| Год             | Победительница            | Финалистка             | Счёт в финале   |
| Понте-Ведра-Бич | Понте-Ведра-Бич           | Понте-Ведра-Бич        | Понте-Ведра-Бич |
| --------------- | ------------------------- | ---------------------- | --------------- |
| 2010            | Каролина Возняцки (2)     | Ольга Говорцова        | 6-2, 7-5        |
| 2009            | Каролина Возняцки         | Александра Возняк      | 6-1, 6-2        |
| Амелия-Айленд   |                           |                        |                 |
| 2008            | Мария Шарапова            | Доминика Цибулкова     | 7-67, 6-3       |
| 2007            | Татьяна Головин           | Надежда Петрова        | 6-2, 6-1        |
| 2006            | Надежда Петрова           | Франческа Скьявоне     | 6-4, 6-4        |
| 2005            | Линдсей Дэвенпорт (3)     | Сильвия Фарина-Элиа    | 7-5, 7-5        |
| 2004            | Линдсей Дэвенпорт (2)     | Амели Моресмо          | 6-4, 6-4        |
| 2003            | Елена Дементьева          | Линдсей Дэвенпорт      | 4-6, 7-5, 6-3   |
| 2002            | Винус Уильямс             | Жюстин Энен            | 2-6, 7-5, 7-65  |
| 2001            | Амели Моресмо             | Аманда Кётцер          | 6-4, 7-5        |
| 2000            | Моника Селеш (2)          | Кончита Мартинес       | 6-3, 6-2        |
| 1999            | Моника Селеш              | Руксандра Драгомир     | 6-2, 6-3        |
| 1998            | Мари Пьерс                | Кончита Мартинес       | 6-78, 6-0, 6-2  |
| 1997            | Линдсей Дэвенпорт         | Мари Пьерс             | 6-2, 6-3        |
| 1996            | Ирина Спырля              | Мари Пьерс             | 6-7, 6-4, 6-3   |
| 1995            | Кончита Мартинес          | Габриэла Сабатини      | 6-1, 6-4        |
| 1994            | Аранча Санчес-Викарио (2) | Габриэла Сабатини      | 6-1, 6-4        |
| 1993            | Аранча Санчес-Викарио     | Габриэла Сабатини      | 6-2, 5-7, 6-2   |
| 1992            | Габриэла Сабатини (3)     | Штеффи Граф            | 6-2, 1-6, 6-3   |
| 1991            | Габриэла Сабатини (2)     | Штеффи Граф            | 7-5, 7-6        |
| 1990            | Штеффи Граф (3)           | Аранча Санчес-Викарио  | 6-1, 6-0        |
| 1989            | Габриэла Сабатини         | Штеффи Граф            | 3-6, 6-3, 7-5   |
| 1988            | Мартина Навратилова (3)   | Габриэла Сабатини      | 6-0, 6-2        |
| 1987            | Штеффи Граф (2)           | Гана Мандликова        | 6-3, 6-4        |
| 1986            | Штеффи Граф               | Клаудиа Коде-Кильш     | 6-4, 5-7, 7-6   |
| 1985            | Зина Гаррисон             | Крис Эверт             | 6-4, 6-3        |
| 1984            | Мартина Навратилова (2)   | Крис Эверт             | 6-2, 6-0        |
| 1983            | Крис Эверт (3)            | Карлинг Бассетт-Сегусо | 6-3, 2-6, 7-5   |
| 1982            | Крис Эверт (2)            | Андреа Джегер          | 6-3, 6-1        |
| 1981            | Крис Эверт                | Мартина Навратилова    | 6-0, 6-0        |
| 1980            | Мартина Навратилова       | Гана Мандликова        | 5-7, 6-3, 6-2   |

### Парный разряд
| Год  | Победительницы                                        | Финалистки                                      | Счёт в финале                   |
| ---- | ----------------------------------------------------- | ----------------------------------------------- | ------------------------------- |
| 2010 | Бетани Маттек-Сандс (2) Янь Цзы                       | Пэн Шуай Чжуан Цзяжун                           | 4-6, 6-4, [10-8]                |
| 2009 | Саня Мирза Чжуан Цзяжун                               | Квета Пешке Лиза Реймонд                        | 6-3, 4-6, [10-7]                |
| 2008 | Бетани Маттек Владимира Углиржова                     | Виктория Азаренко Елена Веснина                 | 6-3, 6-1                        |
| 2007 | Мара Сантанджело Катарина Среботник (2)               | Анабель Медина Гарригес Вирхиния Руано Паскуаль | 6-3, 7-64                       |
| 2006 | Синобу Асагоэ Катарина Среботник                      | Саня Мирза Лизель Хубер                         | 6-2, 6-4                        |
| 2005 | Саманта Стосур Брианн Стюарт                          | Квета Пешке Патти Шнидер                        | 6-4, 6-2                        |
| 2004 | Надежда Петрова Меган Шонесси                         | Мириам Казанова Алиша Молик                     | 3-6, 6-2, 7-5                   |
| 2003 | Линдсей Дэвенпорт (2) Лиза Реймонд                    | Вирхиния Руано-Паскуаль Паола Суарес            | 7-5, 6-2                        |
| 2002 | Даниэла Гантухова Аранча Санчес-Викарио (6)           | Мария-Эмилия Салерни Оса Свенссон               | 6-4, 6-2                        |
| 2001 | Кончита Мартинес (2) Патрисия Тарабини (2)            | Мартина Навратилова Аранча Санчес-Викарио       | 6-4, 6-2                        |
| 2000 | Финал не проводился из-за дождя                       | Финал не проводился из-за дождя                 | Финал не проводился из-за дождя |
| 1999 | Кончита Мартинес Патрисия Тарабини                    | Лиза Реймонд Ренне Стаббс                       | 7-5, 0-6, 6-4                   |
| 1998 | Сандра Касик Мари Пьерс                               | Барбара Шетт Патти Шнидер                       | 7-6, 4-6, 7-6                   |
| 1997 | Линдсей Дэвенпорт Яна Новотна                         | Николь Арендт Манон Боллеграф                   | 6-3, 6-0                        |
| 1996 | Чанда Рубин Аранча Санчес-Викарио (5)                 | Мередит Макграт Лариса Савченко-Нейланд         | 6-1, 6-1                        |
| 1995 | Инес Горрочатеги Аманда Кётцер                        | Николь Арендт Манон Боллеграф                   | 6-2, 3-6, 6-2                   |
| 1994 | Лариса Савченко-Нейланд (2) Аранча Санчес-Викарио (4) | Инес Горрочатеги Аманда Кётцер                  | 6-2, 6-7, 6-4                   |
| 1993 | Мануэла Малеева Лейла Месхи                           | Инес Горрочатеги Аманда Кётцер                  | 3-6, 6-3, 6-4                   |
| 1992 | Наталья Зверева (2) Аранча Санчес-Викарио (3)         | Зина Гаррисон Яна Новотна                       | 6-1, 6-0                        |
| 1991 | Аранча Санчес-Викарио (2) Гелена Сукова (2)           | Наталья Зверева Мерседес Пас                    | 4-6, 6-2, 6-2                   |
| 1990 | Мерседес Пас Аранча Санчес-Викарио                    | Регина Кордова Андреа Темешвари                 | 7-6, 6-4                        |
| 1989 | Наталья Зверева Лариса Савченко-Нейланд               | Мартина Навратилова Пэм Шрайвер                 | 7-6, 2-6, 6-1                   |
| 1988 | Зина Гаррисон-Джексон Ева Пфафф                       | Катрина Адамс Пенни Барг-Мейджер                | 4-6, 6-2, 7-6                   |
| 1987 | Штеффи Граф Габриэла Сабатини                         | Гана Мандликова Венди Тёрнбулл                  | 3-6, 6-3, 7-5                   |
| 1986 | Клаудиа Коде-Кильш Гелена Сукова                      | Габриэла Сабатини Катрин Танвье                 | 6-2, 5-7, 7-6                   |
| 1985 | Гана Мандликова Розалин Фербенк (2)                   | Карлинг Бассетт Крис Эверт                      | 6-1, 2-6, 6-2                   |
| 1984 | Кэти Джордан (2) Энн Смит (2)                         | Энн Хоббс Мима Яушовец                          | 6-4, 4-6, 6-4                   |
| 1983 | Кэнди Рейнольдс Розалин Фербенк                       | Гана Мандликова Вирджиния Рузичи                | 6-4, 6-2                        |
| 1982 | Лесли Аллен Мима Яушовец                              | Барбара Поттер Шарон Уолш                       | 6-1, 7-5                        |
| 1981 | Кэти Джордан Энн Смит                                 | Джоанна Расселл Пэм Шрайвер                     | 6-3, 5-7, 7-6                   |
| 1980 | Розмари Казальс Илана Клосс                           | Кэти Джордан Пэм Шрайвер                        | 7-6, 7-6                        |